# نشان ملی واتیکان
نشان ملی واتیکان، توسط قانون اساسی واتیکان در ۷ ژوئن ۱۹۲۹ به تصویب رسید. این نشان طبق قانون دارای کلید نقره‌ای و کلید طلایی به‌صورت اریب است.

## تاریخچه
نشان‌های واتیکان در ضمیمه B قانون اساسی ۲۰۲۳ دولت واتیکان توضیح داده شده است.
پیشتردر ماده ۲۰ قانون اساسی دولت واتیکان که از ۲۲ فوریه ۲۰۰۱ لازم الاجرا است، تحت عنوان «ضمیمه B. نشان رسمی دولت واتیکان» توضیح داده شده بود. این قانون ۲۰۰۱ مفاد ماده ۱۹ قانون اساسی اصلی دولت واتیکان مصوب ۷ ژوئن ۱۹۲۹ را تکرار می‌کند.